# Tasker Oddie
Niektóre z zamieszczonych tu informacji wymagają weryfikacji.
Dokładniejsze informacje o tym, co należy poprawić, być może znajdują się w dyskusji tego artykułu.
 Po wyeliminowaniu niedoskonałości należy usunąć szablon [[Szablon:Dopracować|]] z tego artykułu.
Tasker Lowndes Oddie (ur. 20 października 1870, zm. 17 lutego 1950) – amerykański polityk, dwunasty gubernator Nevady, a także senator Stanów Zjednoczonych reprezentujący ten stan.
Urodził się w Brooklynie. Wyjechał na zachód w związku i biznesem rodziny Stokes. W 1898 przyłączył się do Palestry Nevady. Dwa lata później zbił fortunę na srebrze jako dyrektor Kompanii Górniczej Tonopah.
Wybrany gubernatorem w 1911 roku, służył do 1915 r. 17 marca 1911 r. nadał prawa miejskie Las Vegas. W 1918 roku, poślubił Daisy Randal Mackeigan.
W latach 1921–1933 senator Stanów Zjednoczonych z ramienia Partii Republikańskiej.
Zmarł w San Francisco, pochowany na Lone Mountain Cemetery w Carson City.